# Son Torrella (Santa Maria)
Son Torrella és una possessió del terme de Santa Maria del Camí, amb les cases situades a l'entrada de la vall de Coanegra.

## Història
L'indret està lligat des a la família dels Torrella a partir de la primera meitat del segle XIV. El 1458, Joanot de Torrella, tenia una alqueria "apel·lada de mossèn Nonó, en la vall de Coanegra de la parròquia de Santa Maria del Camí". Però, en el segle xvi, Jaume Arnau de Torrella, donzell de Mallorca, en un enigmàtic testament del 1585, llegà la seva propietat als pobres de l'Hospital General. Després d'un llarg litigi, la seva filla Violant aconseguí recuperar la propietat.

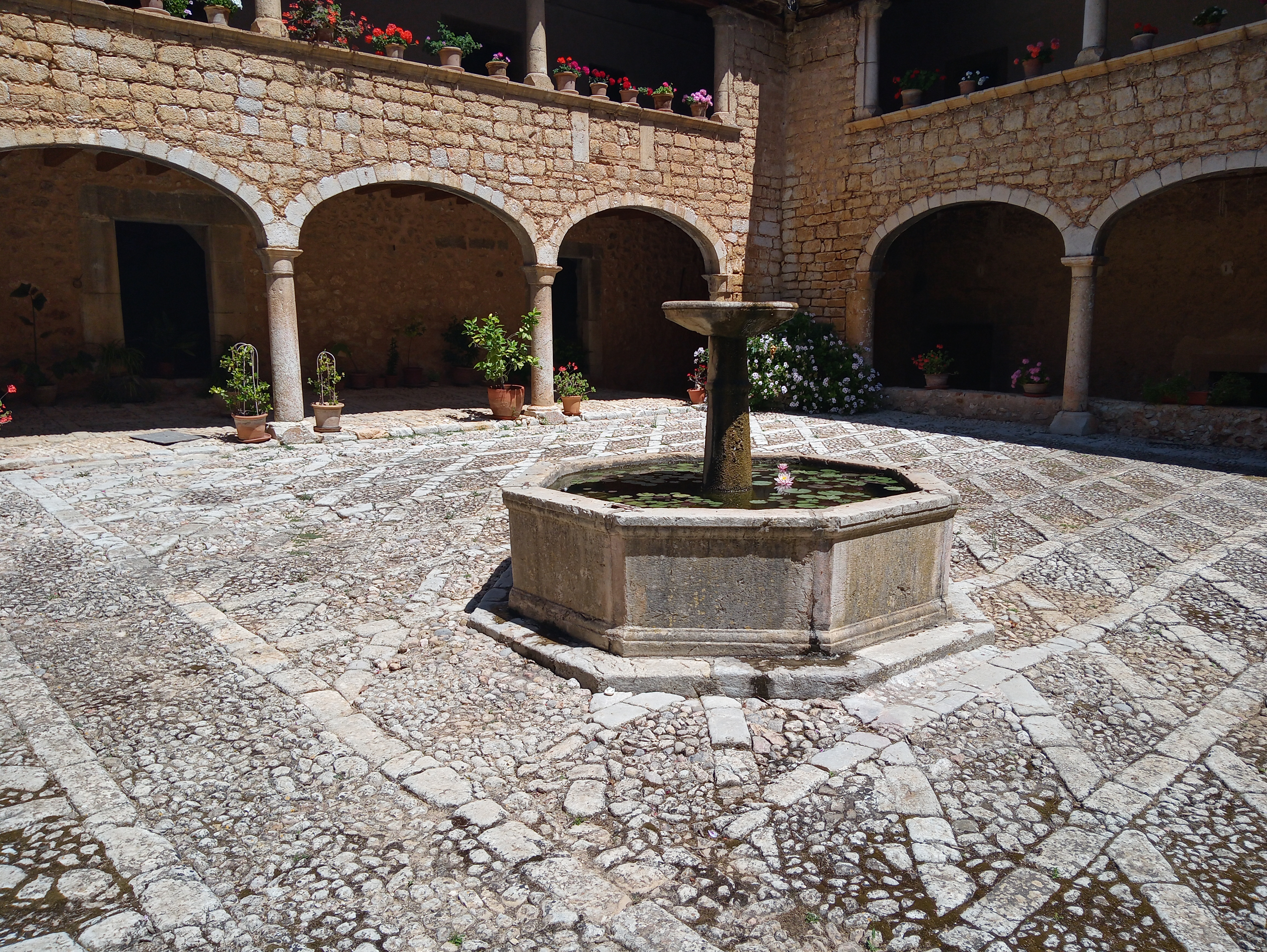
Clastra de Son Torrella)

El 1670 va ser adquirida per Francesc Cotoner i d'Olesa, germà de Nicolau Cotoner i d'Olesa, gran mestre de Malta, i de Bernat, arquebisbe d'Oristany i bisbe de Mallorca. Els nous propietaris també adquiriren l'aigua de la font de Coanegra. Els Cotoner ampliaren la seva propietat incorporant diverses propietats properes. Varen ser els Cotoner, marquesos d'Ariany, els que donaren la forma actual a aquesta gran casa de possessió.

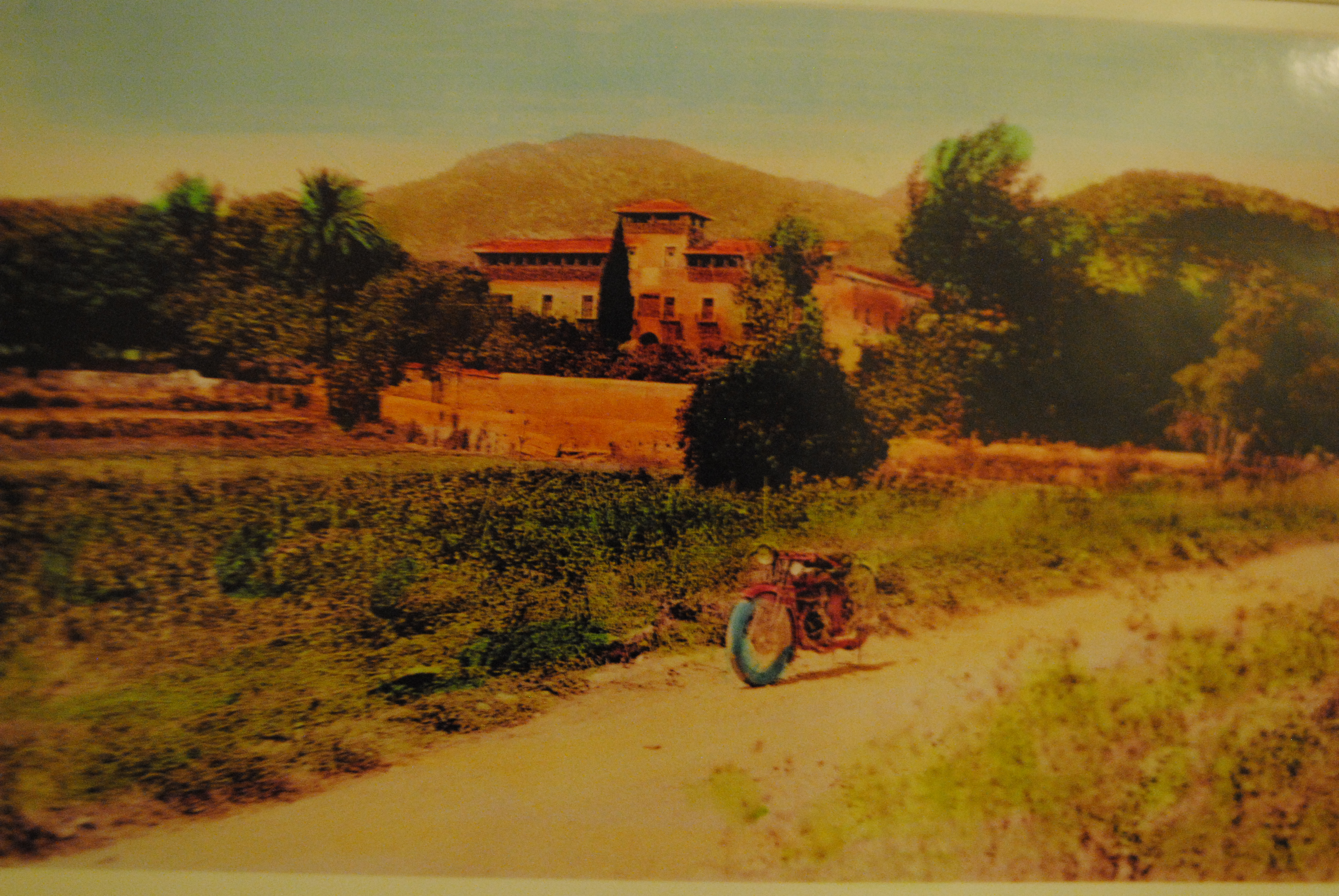
Cases de Son Torrella en una vella postal de principis del segle XX

A Francesc Cotoner, el succeí Marc Antoni Cotoner i Sureda, hereu també de la cavalleria d'Ariany i primer marquès d'Ariany. Marc Antoni Cotoner afegí Son Palou a Son Torrella. A partir del segon marquès d'Ariany, Francesc Gaietà Cotoner, entre 1670 i 1773, Son Torrella absorbí Son Boadella, amb cases i molí d'aigua i de vent, part de S'Arboçar, Son Mates, Son Oliver, Son Far i altres propietats. El 1817 tenia 373 quarterades i estava valorada amb 43,700 lliures. A principis del segle xix va ser arrendada per Amador Calafat, inaugurant una llarga època en què la possessió va ser gestionada per conradors d'aquesta família. La tafona va funcionar fins a començament dels anys trenta del segle xx. A principis de 1930, va ser establida per Pere Balaguer i les cases i unes 19 hectàrees varen ser comprades pel capità anglès retirat Alan Hillgarth que havia pres part a la Primera Guerra Mundial i que, més tard, fou cònsol britànic a Mallorca i agregat naval a Madrid durant la Segona Guerra Mundial.